# 2014 في بيرو
فيما يلي قوائم الأحداث التي وقعت خلال عام 2014 في بيرو.

## سياسة

### انتهاء فترة المنصب
- 31 ديسمبر – مارتن فيزكارا regional governor of Moquegua Region ‏.

## رياضة
- 1 يناير – الدوري البيروفي لكرة القدم 2014 الفائز نادي سبورتينغ كريستال.
- 1 يناير – دوري الدرجة الثانية البيروفي 2014 الفائز ديبورتيفو مانيسيبال [الإنجليزية]‏.
- 1 يناير – كأس بيرو 2014 الفائز أليانزا ليما.
- 1 يناير – كوبا بيرو 2014 الفائز Sport Loreto [الإنجليزية]‏.

## وفيات

### أبريل
- 1 أبريل – غويلرمو ديلغادو (مواليد 1931) لاعب كرة قدم بيروفي.

### يوليو
- 2 يوليو – إنريكه لابو ريفوريدو (مواليد 1939) حكم كرة قدم بيروفي.